# ОШ „Коста Тодоровић” Скелани
ОШ „Коста Тодоровић” једна је од основних школа у општини Сребреница. Налази се у улици Скелани, у насељу Скелани. Име је добила по Кости Тодоровићу, српском војнику, мајору и команданту Златиборског четничког одреда у саставу Ужичке војске.

## Историјат
Прва школа у Скеланима је отворена 1903. године од Аустроугарске. Почела је са радом у кући Драге Глигића, али пошто она није задовољавала основне потребе 1907. године је завршена изградња школске зграде. У периоду након Другог светског рата школа је због повећања броја ученика више пута преуређивана. Школске 1958—59. године је радила као четворогодишња, а потом је добила статус осмогодишње школе. Нова школска зграда са осам учионица и фискултурном салом је изграђена 1968. године. У периоду између два светска рата школа у Скеланима је носила назив Државна Народна Школа „Мајор Коста Тодоровић”, а од 1993. године па до данас Основна школа „Коста Тодоровић” Скелани.

## Догађаји
Догађаји основне школе „Коста Тодоровић”:
- Светосавска академија
- Дан српског јединства, слободе и националне заставе
- Дан Републике Српске
- Дани Сребренице
- Дан здраве хране
- Дан дечије радости
- Дан светске поезије
- Дан ученичких постигнућа
- Дан планете Земље[6]
- Међународни дан сигурног интернета
- Међународни дан матерњих језика
- Међународни дан жена
- Светски дан животне средине
- Светски дан воде
- Светски дан здравља
- Светски дан борбе против пушења
- Светски дан превенције насиља над децом и младима
- Европски дан језика
- Дечија недеља
- Ноћ музеја